# Ariaeus
Ariaeus is een geslacht van hooiwagens uit de familie Gonyleptidae.
De wetenschappelijke naam Ariaeus is voor het eerst geldig gepubliceerd door Sørensen in 1932. 

## Soorten
Ariaeus is monotypisch en omvat slechts de volgende soort:
- Ariaeus tuberculatus